# Pratapa methara
Pratapa methara är en fjärilsart som beskrevs av Hans Fruhstorfer 1912. Pratapa methara ingår i släktet Pratapa och familjen juvelvingar. Inga underarter finns listade i Catalogue of Life.